# IC 1758
IC 1758 ist eine linsenförmige Galaxie vom Hubble-Typ S0 im Sternbild Walfisch südlich der Ekliptik. Sie ist schätzungsweise 258 Millionen Lichtjahre von der Milchstraße entfernt und hat einen Durchmesser von etwa 45.000 Lichtjahren.

Im selben Himmelsareal befinden sich u. a. die Galaxien NGC 734, NGC 756, IC 1745.
Das Objekt wurde am 24. November 1899 von Herbert Alonzo Howe entdeckt.